# نادي كاليف لكرة السلة
نادي كاليف لكرة السلة (بالإستونية: Korvpalliklubi Kalev)‏ كان فريق كرة سلة إستوني للمحترفين تأسس في سنة 1920 يقع مقره في تالين. نافس في الدوري السوفيتي الممتاز لكرة السلة والدوري الإستوني الممتاز لكرة السلة. تم حل الفريق في سنة 2005.

## الإنجازات
الدوري السوفيتي الممتاز لكرة السلة
- الفوز (1): 1990–91
- الوصافة (1): 1991–92

الدوري الإستوني الممتاز لكرة السلة
- الفوز (18): 1927، 1930، 1931، 1943، 1944، 1945، 1946، 1947، 1967، 1968، 1971، 1991–92، 1992–93، 1994–95، 1995–96، 1997–98، 2001–02، 2002–03

كأس إستونيا لكرة السلة
- الفوز (9): 1946، 1948، 1968، 1969، 1972، 1991–92، 1992–93، 1995–96، 2000-01